# デジタル (麻雀)
麻雀においてデジタルとは、論理的に明らかであったり、統計的に調べ上げられた有利・不利を最も重視して打牌していく戦法のこと。抽象的な人間の感覚を重視したオカルトの対極に位置する戦術である。

## 概要
昭和の麻雀では、ある程度の論理的な有利・不利を把握しながらも、「流れ」「運」といった、そこに至るまでの経緯や経験、「勘」をもとに今現在の「ツキ」や「勢い」を重視し、それを実際の打牌に反映させる（今ではアナログとなった）オカルト的な理由によって語られることが多かった。
これに対して1990年、天野晴夫が「リーチ麻雀論改革派」（南雲社）において麻雀戦術論からの抽象の排除を提唱した。天野の戦術論は「より普遍性の高い有為なセオリーを積み重ね、常に冷静な洞察、状況把握、決断がなされる状態を保持し続け、誤打・暴牌を皆無に近づける」（「リーチ麻雀論改革派」250頁より引用）、「得られる限りの情報から、自身の現状がいかなる位置づけにあるのか、（中略）つねに的確な状況判断と、それに即した対応をおこたらない」（「天野晴夫のマージャンクイズゼミナール」198頁より引用）という言葉に集約される。天野は抽象的な要因を考慮することは的確な情報判断を鈍らせる原因にこそなれ、麻雀の上達には繋がらないと主張した。
2004年、とつげき東北が「科学する麻雀」（講談社現代新書）において、数理的・統計的な手法を採りいれた新たな麻雀論を提唱した。そこでは天野とは異なる観点から、抽象が否定され、「より普遍性の高い有為なセオリー」が提唱されている。

## 真偽
麻雀というゲームの性質上、こうした立場に対しては、否定的な見方と肯定的な見方とが鋭く対立している。アメリカのカジノでは長年詳細に各種のギャンブルにおいてデータが取られており、そのデータによるととつげき東北が主張するようにやはり「前の局（ターン）の結果は次の局に影響を及ぼさない」という結果が出ている。多くのギャンブルの中で麻雀だけが例外だとは考えにくい。しかしそれでも、多くの人が麻雀における「流れ」を直感的に感じるのは事実である。これはクラスター錯覚（en:clustering illusion）と呼ばれる錯覚の一種である。(参考:運#運の流れ)